# Christian Lundgaard
Christian Lundgaard (Hedensted, Dinamarca; 23 de julio de 2001) es un piloto de automovilismo danés. Desde 2017 hasta 2021 fue miembro de la Academia de Renault Sport. Fue campeón del Campeonato de España de F4 y de SMP en 2017, y subcampeón de la Eurocopa de Fórmula Renault al año siguiente. Compitió en el Campeonato de Fórmula 2 de la FIA durante dos temporadas, logrando dos victorias y nueve podios. Desde 2021 compite en IndyCar Series, debutando con el equipo Rahal Letterman Lanigan Racing. En 2025 es piloto de Arrow McLaren.
Es hijo de Henrik Lundgaard, expiloto y campeón del Campeonato de Europa de Rally del año 2000.

## Carrera deportiva

### Inicios
Lundgaard comenzó a participar en el karting profesionalmente durante 2012. Compitió por Europa y acumuló tres títulos importantes. En 2017 participó con MP Motorsport en los campeonatos de Fórmula 4 de España y de SMP y ganó ambos.
En 2018, Lundgaard continuó su vínculo con MP Motorsport y participó con la escudería en la Copa de Europa del Norte de Fórmula Renault 2.0 y la Eurocopa de Fórmula Renault. En esta última, Lundgaard logró cuatro poles, tres vueltas rápidas y 10 podios, entre estos consiguió cuatro victorias. Finalmente Lundgaard terminó en segundo lugar en el campeonato por debajo de su compañero de la Academia de Renault Sport, Max Fewtrell.

### GP3 Series
Lundgaard tuvo un breve paso por GP3 Series en la temporada 2018. Fue fichado por la escudería MP Motorsport para reemplazar al piloto británico Will Palmer durante una ronda de la temporada, tras disputar las dos carreras en Le Castellet sin quedar en los puntos, fue sustituido por Devlin DeFrancesco.
En finales de 2018, el piloto danés participó con la escudería ART Grand Prix de los últimos entrenamientos postemporada de GP3 Series, antes de ser convertida en el nuevo Campeonato de Fórmula 3 de la FIA.

### Campeonato de Fórmula 3 de la FIA
En enero de 2019, Lundgaard finalmente firmó con ART Grand Prix para participar de la temporada 2019 del Campeonato de Fórmula 3 de la FIA, en compañía de David Beckmann y Max Fewtrell. Logró una victoria y fue sexto en el campeonato.

### Campeonato de Fórmula 2 de la FIA

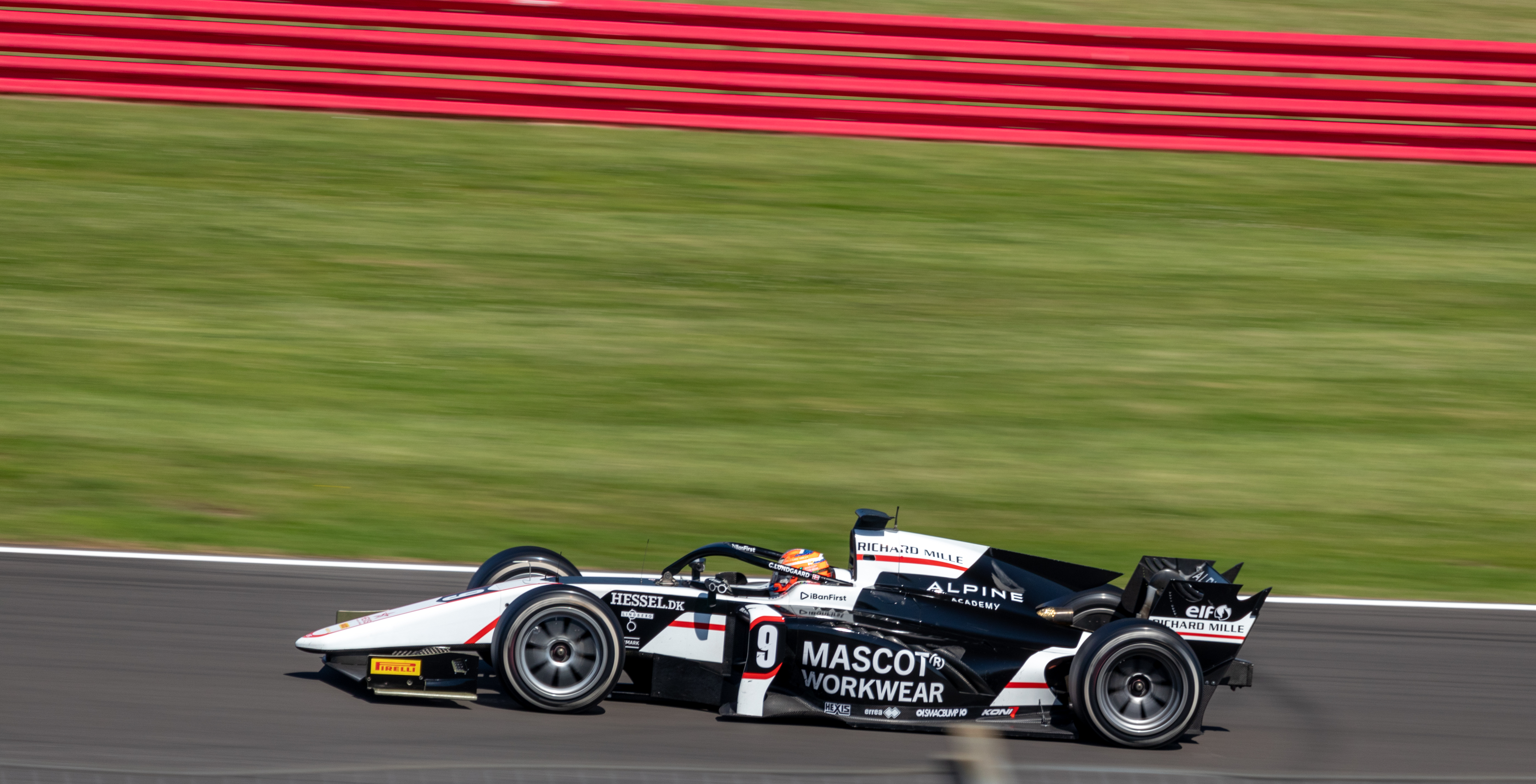
Lundgaard corriendo en la Fórmula 2 2021.

En noviembre de 2019 debutó en Fórmula 2 con la escudería Trident en Yas Marina, en reemplazo de Ralph Boschung. Se unió a ART Grand Prix para participar en la temporada 2020. Ganó por primera vez en la carrera número cuatro del campeonato. Tras una dos nuevos podios, se colocó en el tercer puesto del campeonato.
Se mantuvo en ART para la siguiente temporada. En la primera mitad del campeonato, logró dos podios.

### IndyCar Series

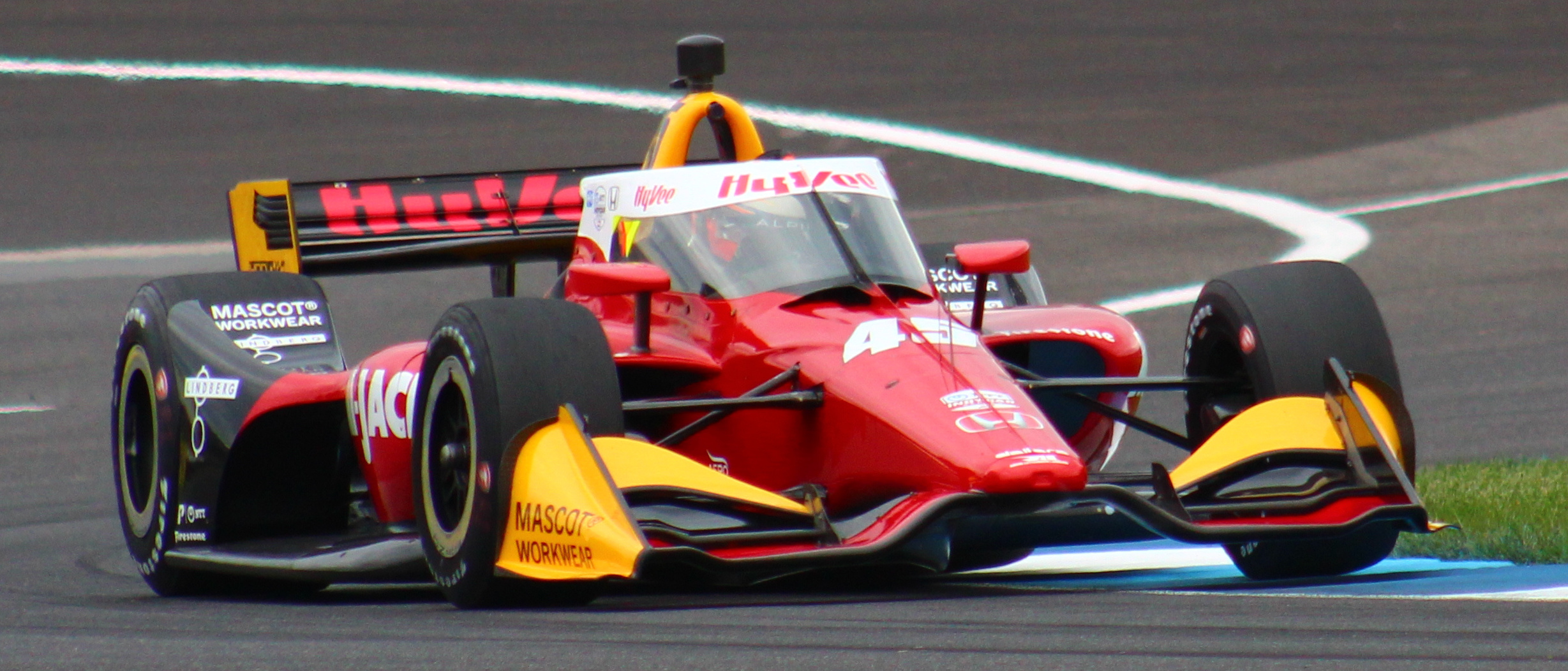
Christian Lundgaard en su debut en la IndyCar Series, en 2021.

Lundgaard hizo su debut en IndyCar Series en la fecha 12 de la temporada 2021. Compitió para Rahal Letterman Lanigan Racing (RLL). En octubre del mismo año fue anunciado como piloto titular de Rahal para disputar a tiempo completo la temporada 2022.
Logró su primer resultado dentro de los 10 primeros en el GP de Indianápolis. Meses después y nuevamente en Indy GP, el danés finalizó segundo. Finalizó 14.º, siendo el mejor novato de la temporada.
Al año siguiente, logró su primera pole en Indy GP, donde finalizó cuarto, y su segunda en Toronto. Allí, fue el piloto que más vueltas lideró y marcó la vuelta rápida para llevarse su primera victoria en la categoría. Con otros dos resultados entre los cinco primeros, finalizó octavo la temporada y como el mejor de los pilotos de RLL. En 2024, los resultados decayeron para el equipo. Lundgaard logró el único podio de RLL en Indy GP. Junto a otros resultados entre los 10 mejores, fue 11.º.
Para la temporada siguiente, fue fichado por Arrow McLaren. En las primeras tres carreras puntuables, logró podios en dos (Long Beach y Alabama), colocándose temporalmente segundo en el campeonato. Luego de tres años en un equipo con un rendimiento pobre en las 500 Millas de Indianápolis, Lundgaard fue séptimo en su estreno con McLaren.

## Vida personal
Christian es hijo de Henrik Lundgaard, campeón europeo de rally en 2000.

## Resumen de carrera
| Temporada | Categoría                                       | Equipo                         | Carreras     | Victorias    | Poles        | VR           | Podios       | Puntos       | Pos.         |
| --------- | ----------------------------------------------- | ------------------------------ | ------------ | ------------ | ------------ | ------------ | ------------ | ------------ | ------------ |
| 2017      | SMP Fórmula 4                                   | MP Motorsport                  | 21           | 10           | 9            | 10           | 14           | 292          | 1.º          |
| 2017      | Campeonato de España de F4                      | MP Motorsport                  | 20           | 7            | 7            | 7            | 17           | 330          | 1.º          |
| 2017      | Campeonato de Fórmula 4 Danesa                  | Lundgaard Racing               | 3            | 0            | 0            | 2            | 1            | 42           | 8.º          |
| 2018      | Eurocopa de Fórmula Renault                     | MP Motorsport                  | 20           | 4            | 4            | 3            | 10           | 258          | 2.º          |
| 2018      | Copa de Europa del Norte de Fórmula Renault 2.0 | MP Motorsport                  | 8            | 2            | 1            | 3            | 2            | 48           | 11.º‡        |
| 2018      | GP3 Series                                      | MP Motorsport                  | 2            | 0            | 0            | 0            | 0            | 0            | 23.º         |
| 2019      | Campeonato Asiático de F3 - Serie de Invierno   | Pinnacle Motorsport            | 3            | 0            | 0            | 0            | 0            | 0            | NC†          |
| 2019      | Campeonato de Fórmula 3 de la FIA               | ART Grand Prix                 | 16           | 1            | 2            | 2            | 2            | 97           | 6.º          |
| 2019      | Gran Premio de Macao                            | ART Grand Prix                 | 1            | 0            | 0            | 0            | 0            | N/A          | 4.º          |
| 2019      | Campeonato de Fórmula 2 de la FIA               | Trident                        | 2            | 0            | 0            | 0            | 0            | 0            | 23.º         |
| 2020      | Campeonato de Fórmula 2 de la FIA               | ART Grand Prix                 | 24           | 2            | 1            | 3            | 6            | 149          | 7.º          |
| 2021      | Campeonato de Fórmula 2 de la FIA               | ART Grand Prix                 | 23           | 0            | 0            | 0            | 3            | 50           | 12.º         |
| 2021      | IndyCar Series                                  | Rahal Letterman Lanigan Racing | 1            | 0            | 0            | 0            | 0            | 19           | 37.º         |
| 2022      | IndyCar Series                                  | Rahal Letterman Lanigan Racing | 17           | 0            | 0            | 0            | 1            | 323          | 14.º         |
| 2023      | IndyCar Series                                  | Rahal Letterman Lanigan Racing | 17           | 1            | 2            | 1            | 1            | 390          | 8.º          |
| 2024      | IndyCar Series                                  | Rahal Letterman Lanigan Racing | 18           | 0            | 0            | 0            | 1            | 312          | 11.º         |
| 2025      | IndyCar Series                                  | Arrow McLaren                  | Disputándose | Disputándose | Disputándose | Disputándose | Disputándose | Disputándose | Disputándose |
| Fuente:   |                                                 |                                |              |              |              |              |              |              |              |

- ‡ Lundgaard no fue apto para puntuar a partir de la segunda ronda
- † Al participar Lundgaard como piloto invitado, no fue apto para puntuar.

## Resultados

### GP3 Series
(Clave) (negrita indica pole position) (cursiva indica vuelta rápida puntuable)

| Año  | Escudería     | 1   | 1   | 2   | 2   | 3   | 3   | 4   | 4   | 5   | 5   | 6   | 6   | 7   | 7   | 8   | 8   | 9   | 9   | Pos. | Puntos | Ref.   |
| ---- | ------------- | --- | --- | --- | --- | --- | --- | --- | --- | --- | --- | --- | --- | --- | --- | --- | --- | --- | --- | ---- | ------ | ------ |
| 2018 | MP Motorsport | BAR | BAR | LEC | LEC | SPI | SPI | SIL | SIL | BUD | BUD | SPA | SPA | MNZ | MNZ | SOC | SOC | YMC | YMC | 23.º | 0      | [ 26 ] |
| 2018 | MP Motorsport |     |     | 12  | 13  |     |     |     |     |     |     |     |     |     |     |     |     |     |     | 23.º | 0      | [ 26 ] |

### Campeonato de Fórmula 3 de la FIA
(Clave) (negrita indica pole position) (cursiva indica vuelta rápida puntuable)

| Año  | Escudería      | 1   | 1   | 2   | 2   | 3   | 3   | 4   | 4   | 5   | 5   | 6   | 6   | 7   | 7   | 8   | 8   | Pos. | Puntos | Ref.   |
| ---- | -------------- | --- | --- | --- | --- | --- | --- | --- | --- | --- | --- | --- | --- | --- | --- | --- | --- | ---- | ------ | ------ |
| 2019 | ART Grand Prix | BAR | BAR | LEC | LEC | SPI | SPI | SIL | SIL | BUD | BUD | SPA | SPA | MNZ | MNZ | SOC | SOC | 6.º  | 97     | [ 10 ] |
| 2019 | ART Grand Prix | 2   | 6   | Ret | 15  | 26  | 17  | 7   | 5   | 1   | 5   | 4   | 4   | 13  | 9   | 14  | 9   | 6.º  | 97     | [ 10 ] |

### Campeonato de Fórmula 2 de la FIA
(Clave) (negrita indica pole position) (cursiva indica vuelta rápida puntuable)

| Año  | Escudería      | 1    | 1    | 2    | 2    | 3   | 3   | 4    | 4    | 5    | 5    | 6   | 6   | 7   | 7   | 8   | 8   | 9   | 9   | 10  | 10  | 11   | 11   | 12   | 12   | Pos. | Puntos | Ref.   |
| ---- | -------------- | ---- | ---- | ---- | ---- | --- | --- | ---- | ---- | ---- | ---- | --- | --- | --- | --- | --- | --- | --- | --- | --- | --- | ---- | ---- | ---- | ---- | ---- | ------ | ------ |
| 2019 | Trident        | SAK  | SAK  | BAK  | BAK  | BAR | BAR | MON  | MON  | LEC  | LEC  | SPI | SPI | SIL | SIL | BUD | BUD | SPA | SPA | MNZ | MNZ | SOC  | SOC  | YMC  | YMC  | 23.º | 0      | [ 27 ] |
| 2019 | Trident        |      |      |      |      |     |     |      |      |      |      |     |     |     |     |     |     |     |     |     |     |      |      | 14   | 12   | 23.º | 0      | [ 27 ] |
| 2020 | ART Grand Prix | SPI1 | SPI1 | SPI2 | SPI2 | BUD | BUD | SIL1 | SIL1 | SIL2 | SIL2 | BAR | BAR | SPA | SPA | MNZ | MNZ | MUG | MUG | SOC | SOC | SAK1 | SAK1 | SAK2 | SAK2 | 7.º  | 149    | [ 13 ] |
| 2020 | ART Grand Prix | 4    | 5    | 6    | 1    | Ret | 13  | 4    | 2    | 2    | 21   | 11  | 11  | 17  | 7   | 3   | 2   | 6   | 1   | Ret | 13  | 19   | 6    | 21   | 12   | 7.º  | 149    | [ 13 ] |

| Año  | Escudería      | 1   | 1   | 1   | 2   | 2   | 2   | 3   | 3   | 3   | 4   | 4   | 4   | 5   | 5   | 5   | 6   | 6   | 6   | 7   | 7   | 7   | 8   | 8   | 8   | Pos. | Puntos | Ref.   |
| ---- | -------------- | --- | --- | --- | --- | --- | --- | --- | --- | --- | --- | --- | --- | --- | --- | --- | --- | --- | --- | --- | --- | --- | --- | --- | --- | ---- | ------ | ------ |
| 2021 | ART Grand Prix | SAK | SAK | SAK | MON | MON | MON | BAK | BAK | BAK | SIL | SIL | SIL | MNZ | MNZ | MNZ | SOC | SOC | SOC | YED | YED | YED | YMC | YMC | YMC | 12.º | 50     | [ 14 ] |
| 2021 | ART Grand Prix | 6   | 2   | 12  | Ret | Ret | 12  | 11  | Ret | 9   | 3   | 13  | 21  | 3   | 14  | 10  | 7   | C   | 9   | 6   | 15  | 7   | 15  | 18  | 15  | 12.º | 50     | [ 14 ] |

### IndyCar Series
(Clave) (negrita indica pole position) (cursiva indica vuelta rápida)

| Año     | Equipo                         | Motor     | 1      | 2      | 3      | 4      | 5      | 6       | 7      | 8      | 9      | 10    | 11     | 12     | 13     | 14     | 15     | 16     | 17     | 18     | Pos. | Puntos |
| ------- | ------------------------------ | --------- | ------ | ------ | ------ | ------ | ------ | ------- | ------ | ------ | ------ | ----- | ------ | ------ | ------ | ------ | ------ | ------ | ------ | ------ | ---- | ------ |
| 2021    | Rahal Letterman Lanigan Racing | Honda     | ALA    | STP    | TXS    | TXS    | IMS    | INDY    | DET    | DET    | ROA    | MDO   | NSH    | IMS 12 | GTW    | POR    | LAG    | LBH    |        |        | 37.º | 19     |
| 2022    | Rahal Letterman Lanigan Racing | Honda     | STP 11 | TXS 19 | LBH 18 | ALA 15 | IMS 9  | INDY 20 | DET 14 | ROA 10 | MDO 11 | TOR 8 | IOW 10 | IOW 26 | IMS 2  | NSH 8  | GTW 19 | POR 21 | LAG 5  |        | 14.º | 323    |
| 2023    | Rahal Letterman Lanigan Racing | Honda     | STP 9  | TXS 19 | LBH 14 | ALA 6  | IMS 4  | INDY 19 | DET 16 | ROA 7  | MDO 4  | TOR 1 | IOW 20 | IOW 13 | NSH 9  | IMS 4  | GAT 17 | POR 11 | LAG 6  |        | 8.º  | 390    |
| 2024    | Rahal Letterman Lanigan Racing | Honda     | STP 18 | THE 9  | LBH 23 | ALA 6  | IGP 3  | INDY 13 | DET 11 | ROA 11 | LAG 15 | MDO 7 | IOW 22 | IOW 17 | TOR 7  | GAT 15 | POR 13 | MIL 9  | MIL 12 | NSH 19 | 11.º | 312    |
| 2025*   | Arrow McLaren                  | Chevrolet | STP 8  | THE 3  | LBH 3  | ALA 2  | IGP 16 | INDY 7  | DET 8  | GAT 14 | ROA 14 | MDO 3 | IOW 21 | IOW 6  | TOR 13 | LAG 2  | POR 2  | MIL    | NSH    |        | 4.º  | 398    |
| Fuente: |                                |           |        |        |        |        |        |         |        |        |        |       |        |        |        |        |        |        |        |        |      |        |

- * Temporada en progreso.